# Robert Danneberg
Pour les articles homonymes, voir Danneberg.
Robert Danneberg, né le 23 juillet 1885 à Vienne et mort aux alentours du 12 décembre 1942 au camp de concentration d'Auschwitz, est un avocat et homme politique social-démocrate autrichien.

## Biographie

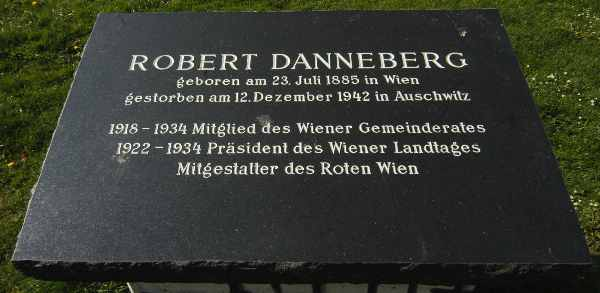
Plaque commémorative

Robert Danneberg naît le 23 juillet 1885 à Vienne dans une famille d’origine juive.
Il démarre ses activités politiques en 1903 lorsqu’il rejoint l'Association des jeunes travailleurs, organisation de jeunesse liée au Parti ouvrier social-démocrate d’Autriche (SDAPÖ). En 1908, il devient le secrétaire général de l’Union Internationale des Organisations de Jeunesse Socialiste (UIOJS), la section jeune de la Deuxième Internationale. La même année il est chargé des questions d’éducation et de culture au sein du SDAPÖ et accède au poste de rédacteur en chef de Die Bildungsarbeit, le journal d’éducation du parti.
En 1909, il obtient son doctorat en droit. Lorsque la Première Guerre mondiale éclate en 1914, Robert Danneberg fait partie de la minorité de gauche qui s’oppose à la guerre. Ses prises de position pacifistes lui valent des attaques antisémites de la part de la presse et de certains dirigeants sociaux-démocrates autrichiens. Du fait du conflit, il suspend les activités de l’UIOJS. Cette décision est rejetée par les mouvements socialistes de jeunesse des pays neutres. Ceux-ci se réunissent en 1915 à Bernes pour relancer l’UIOJS sur de nouvelle bases et élisent Willi Münzenberg à la tête de l’organisation en remplacement de Robert Danneberg.
En 1918, opposé à la division du parti, Robert Danneberg refuse de rejoindre le Parti communiste d'Autriche malgré ses prises de position minoritaires au sein du SDAPÖ pendant la guerre. La même année il fonde le Centre d'éducation socialiste dont il devient secrétaire et se marie avec Gertrud Schröbler avec qui il a deux enfants.
Durant l’entre deux-guerres, il est l’une des figures importantes de Vienne la rouge, surnom donnée à la capitale autrichienne pendant la période où elle est dirigée par une coalition de sociaux-démocrates et de chrétiens-sociaux. Ainsi entre 1918 et 1934 il est membre du Conseil de la ville et est parallèlement président de l’Assemblée provinciale de Vienne (1920-1932) et député (1919-1914). Il joue un rôle important dans l’édification des politiques municipales, notamment en matière de planification des programmes de logement, de protection des locataires, de fiscalité et de formation des travailleurs. Entre l931 et 1935 il est en outre le représentant du SDAPÖ au sein de la direction de l’Internationale ouvrière socialiste.
Après la guerre civile autrichienne de février 1934, Robert Danneberg est arrêté en compagnie d’autres dirigeants sociaux-démocrates. Il est libéré après neuf mois de détention mais reste placé sous surveillance étroite. Il participe néanmoins activement à l’organisation clandestine du SDAPÖ et entretient des contacts avec les socialistes-révolutionnaires. Après l'Anschluss (1938), il tente de fuir en Tchécoslovaquie mais est arrêté. Robert Danneberg est d’abord déporté au camp de concentration de Dachau, puis est transféré au camp de Buchenwald et enfin au camp d’Auschwitz où il est assassiné aux alentours du 12 février 1942.